# Tipula belemensis
Tipula belemensis är en tvåvingeart som beskrevs av Alexander 1971. Tipula belemensis ingår i släktet Tipula och familjen storharkrankar. Inga underarter finns listade i Catalogue of Life.